# هندان کوریا
هندان کوریا (انگلیسی: Handan Kurğa؛ زادهٔ ۱۰ سپتامبر ۱۹۹۳) بازیکن فوتبال اهل ترکیه است.
وی همچنین در تیم‌های ملی فوتبال Turkey women's national under-17 football team, Turkey women's national under-19 football team، و زنان ترکیه بازی کرده‌است.